# 小田吉男
小田 吉男（おだ よしお、1971年7月27日 - ）は、日本の実業家、馬主。LiNK-UP株式会社代表取締役社長CEO、元株式会社ダイヤモンドダイニングエグゼクティブ・プロデューサー、「@ほぉ〜むカフェ」創業者。
愛称はよっちゃん、よっちゃんP。

## 来歴
大阪市生野区新今里生まれ。大阪市立東生野中学校を卒業し、大阪府立勝山高等学校を中退。
様々な職を経て20歳で独立するも失敗する。
22歳で再起し、飲食店を中心に30店舗以上を立上げる。
シャンパン（KRUG）の販促で、日本での市場拡大に貢献する。
当時オーナーをしていた秋葉原の「@ほぉ〜むカフェ」の「完全メイド宣言」というユニットが、2005年ユーキャン流行語大賞を「萌え」で受賞する。
2014年に株式会社ダイヤモンドダイニングのエグゼクティブ・プロデューサーに就任し、原宿「KAWAII MONSTER CAFE HARAJUKU（カワイイ モンスター カフェ）」の企画制作プロデュースのほか、六本木「ザ・ステーキ」の立ち上げに携わる。
「ダイヤモンドダイニング よさこいチーム」が初出場を果たした「第61回 高知よさこい祭り」では統括プロデューサーを務め、審査員特別賞の受賞に貢献。
2015年、後に全国展開を果たす「BAN×KARA（バンカラ）」の1号店、「BAR RESTAURANT BAN×KARA ZONE-R（バルレストラン バンカラ ゾーンアール）」を総合プロデュースし六本木にオープン。
2016年2月に、LiNK-UP株式会社は、100%子会社で「＠ほぉ～むカフェ」を運営するインフィニア株式会社の全株式を、「SPACE SHOWER TV」などを手がける「スペースシャワーネットワーク」に売却。
2019年、「株式会社K-MATE」の新事業を総合プロデュースし、世界初の競馬オンラインサロン「亀谷敬正 オフィシャル競馬サロン」と、世界初の競馬リアルサロンスペース「亀谷敬正 リアル競馬サロン」を開設。

### エピソード
- 頚椎のヘルニアを持っており、雨の日や寒い日に痛むことから、雨の無いカルフォルニアに移住し生活をしていたことがある。
- 中学生最後の作文を白紙に名前のみ記載で提出し、そのまま卒業文集になる。理由は、楽しかった思い出、夢も希望もなかったから。
- 趣味の1つとして海外旅行があり、これまでに43ヶ国91都市以上を訪れている。記録更新中。

## LiNK-UP株式会社
リンクアップ株式会社　設立は1995年1月16日
インキュベーションを主な事業とし、新規事業、合弁事業、投資業務などをおこない関係会社のスタートアップに携わっている。
かつては、100%子会社として「＠ほぉ～むカフェ」を運営するインフィニア株式会社があった。（2016年売却）
2018年、株式会社Drone Gamesの全株式を「株式会社ゴンドラ」に売却。
2020年8月、タレントの千秋が創業したハンドメイド関連サービス「ハローサーカス」の全事業及び商標権を、株式会社HCprojectから株式会社クリーマに事業譲渡。
2020年9月、広告代理店・制作プロダクションである株式会社アウトオーバーの全株式を売却。

### 関係会社
- 株式会社エクワインレーシング　競走馬の育成・調教牧場の運営。
- チル株式会社　水タバコ/シーシャ専門店「チルイングループ」の運営。
- 株式会社MATSUDO　民泊運営サービスNOMAD、ビーフインパクト松戸店の運営。
- ヘリックス・クリエイティブ株式会社　トータルwebサポートカンパニー。
- LiNK-UP DESIGN　社内ベンチャーとしてグラフィックデザイン全般業務を運営。
- LM TOKYO株式会社　LEDビジョン・デジタルサイネージ事業「LED TOKYO」を運営。

## 映像出演

### テレビ番組
- 「 お願い!ランキング」 堀江貴文「ビジコンサロン」に出演（テレビ朝日）
- 「サンデージャポン」に出演（TBS）
- 「有吉ジャポン」に出演（TBS）

## 書籍
- あえて、レールから外れる。逆転の仕事論（2015年5月20日、双葉社）

堀江貴文 著、本書に登場する8人イノベーターの1人として紹介。

## 馬主活動

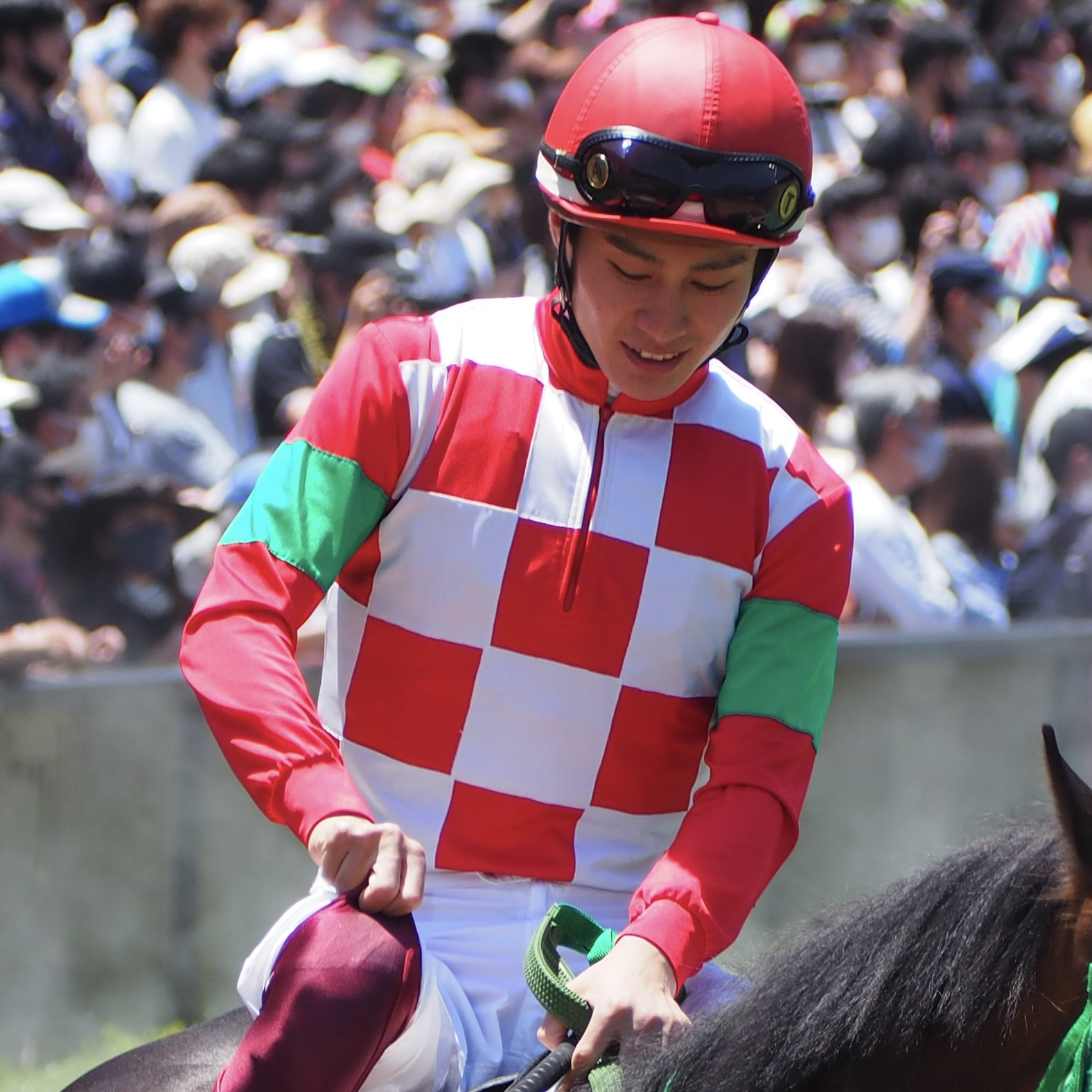
小田の勝負服を着用した富田暁

日本中央競馬会（JRA）に登録する馬主としても知られる。勝負服の柄は赤、白元禄、袖緑一本輪、冠名は特に用いない。セリ市での購買馬のほか、自家生産馬も保有している。

### 主な所有馬
- ジャスティン - 東京スプリント（JpnIII）、東京盃（JpnII）、カペラステークス（GIII）、大和ステークス（OP）、千葉ステークス（OP）、門松ステークス（3勝）、妙見山特別（2勝）、なずな賞（1勝）
- フルデプスリーダー - エルムステークス（GIII）、マリーンステークス（OP）、錦秋ステークス（3勝）、報知杯大雪山特別（2勝）
- エーソングフォー - 紅梅ステークス（OP）
- エンテレケイア - 習志野きらっとスプリント（SII）、アフター5スター賞（SIII）、船橋記念（SIII）、川崎スパーキングスプリント（SIII）
- カオスモス - 白秋ステークス（3勝）、千両賞(1勝)
- ドスライス - クラスターカップ（JpnIII）、鳴門ステークス（3勝）、高瀬川ステークス（3勝）
- ミッシングリンク - TCK女王盃（JpnIII）、柳都ステークス（3勝）、雄国沼特別（1勝）
- ケラススヴィア - ローレル賞（SII）、東京2歳優駿牝馬（SI）、浦和桜花賞（SI）、東京プリンセス賞（SI）